# فوردایس (آرکانزاس)
فوردایس (آرکانزاس) (به انگلیسی: Fordyce, Arkansas) یک شهر در ایالات متحده آمریکا با جمعیت ۴٬۷۹۹ نفر است که در آرکانزاس واقع شده‌است.

## موقعیت جغرافیایی
موقعیت جغرافیایی شهرها و مناطق اطراف به شرح زیر است: